# Basilica
|  | Vegeu basílica per als temples |

La Basilica és una obra jurídica de Lleó VI el Filòsof que incorpora un gran nombre de lleis i constitucions (codis) anteriors. Fou compilada per ordre de l'emperador i amb l'ajut del comandant de la guàrdia imperial Sabati (Sabathius).
La versió grega és coneguda com Βασιλικαὶ Διατάξεις o abreujadament Βασιλικὰ, en llatí Basilica, equivalent a Constitucions imperials o lleis. Està dividida en seixanta llibres subdividits en títols, incloent tota la legislació de Justinià I, el Corpus Juris Civilis, dividit en les Institutes, el Pandecte o Digest, i el Còdex amb les Novellae, i les emeses pels successors de Justinià fins al mateix Lleó VI. Algunes lleis del Digest foren omeses i en canvi altres anteriors hi foren incloses.

## Composició

### Raons
Aquesta reforma de la llei va ser motivada per la gran incertesa que predominava al segle ix en la interpretació del dret romà, representada pel Corpus Juris Civilis i promulgada al segle vi, en llatí, per Justinià I, amb les Novellae (novetats) d'aquest emperador i la paràfrasi en grec de les Institutes redactada pel jurista Teòfil de Constantinoble, però també per l'Ecgloga de l'emperador Lleó III Isàuric (any 726), que havia estat el primer gran intent d'actualitzar la llei a l'Imperi Romà d'Orient. Els conflictes de doctrina entre juristes s'havien manifestat des del segle vi, i l'Ecgloga només s'havia afegit a la confusió. També es va posar en qüestió el sistema d'ensenyament del dret, que va ser reformat per Lleó VI el Filòsof.

### Execució
La gran reforma va ser iniciada cap al 877 per Basili I el Macedoni, que va publicar cap al 885 una Introducció (en grec antic Εἰσαγωγή), un resum del Corpus Juris Civilis amb addicions atribuïdes al patriarca Foci I de Constantinoble En comparació amb l'Ecloga, La Introducció o Eisagogue va reincorporar lleis antigues i sobretot va establir les bases per a una interpretació molt més àmplia del Corpus Juris Civilis. A la mort de Basili I, una bona part del nou codi estava llesta amb 40 llibres, mentre que la versió final en té 60.
Malgrat l'hostilitat cap al seu predecessor i a Foci, Lleó VI el Filòsof va continuar amb la iniciativa sota la supervisió del nou logoteta del Dromos, Estilià Zaützes, que va formar una comissió presidida pel protoespatari Simbatikios. El nou codi, en seixanta llibres, es va promulgar el 888. Completament escrit en grec, es fonamentava en traduccions, paràfrasis i comentaris d'obres antigues, i incloïa el Codi Justinià, el Digest, les Institutes i les Novellae. Les parts que es van considerar obsoletes es van eliminar i es va reordenat el text restant. A més, tot el corpus jurídic es va actualitzar amb l'addició de cent tretze Novellae addicionals, promulgades conjuntament en una data compresa entre el 888 i el 893. El títol original d'aquesta obra sembla haver estat la "Purificació de les lleis antigues" (en grec antic: Ἀνακάθαρσις τῶν παλαιῶν νόμων). El 907, es va publicar una versió revisada de l'Eisagoge, titulada Manual (en grec antic Πρόχειρον).

## Difusió

### A l'Imperi d'Orient
El volum considerable de l'obra va limitar-ne la producció de còpies, i sabem que a l'Imperi Romà d'Orient la seva difusió era restringida. Existeix una carta del patriarca Marc III d'Alexandria dirigida al canonista (i Patriarca d'Antioquia) Teodor Balsamó on es queixava de la dificultat, en aquell moment, d'obtenir-ne una còpia. De fet, circulaven resums i resums de resums. Aquesta circumstància explica que, malgrat la seva importància històrica, la Basilica no hagi arribat completa.

### A l'Occident
Durant molt de temps les recopilacions del Dret van ser ignorades pels juristes occidentals: el Corpus juris civilis va ser redescobert a Itàlia cap al 1070, però no va ser fins al 1533 que el jurista holandès Viglius Zuichemus, en el prefaci de la seva edició de la paràfrasi de Teòfil de Constantinoble, va atraure l'atenció dels seus col·legues sobre la importància de la Basilica en la història del dret romà. La primera edició global amb traducció llatina, en set volums, la va fer a París el 1647 Charles Annibal Fabrot, encarregada pel rei Lluís XIII, que havia assignat una quantitat anual de 2000 lliures per la seva traducció i havia posat la Impremta reial a la seva disposició. Aquesta edició se sumava a una important tradició d'estudis jurídics, però només oferia trenta-dos llibres complets, altres set parcialment, i els vint-i-un altres en fragments breus. Wilhelm-Otto Reitz va publicar una versió lleugerament ampliada a Leiden el 1752 (amb quatre llibres inèdits). Karl Wilhelm Ernst Heimbach va fer una edició molt més completa, establint un text més rigorosament en 6 volums (Leipzig, 1833-1870). Finalment, l'edició més recent és la de Herman Jan Scheltema (17 vol., Groningen, 1953-1988). La col·lecció de Novellae de Lleó VI el Filòsof va ser publicada el 1944 per Alphonse Dain i Pierre Noailles (París, Les Belles Lettres).